# Amerikanska Samoa i olympiska sommarspelen 1988
Amerikanska Samoa deltog i de olympiska sommarspelen 1988 med en trupp bestående av sju deltagare, men ingen av landets deltagare erövrade någon medalj.

## Boxning
| Idrottare      | Gren          | 32-delsfinal                    | Sextondelsfinal             | Åttondelsfinal              | Kvartsfinal          | Semifinal            | Final                |
| Idrottare      | Gren          | Motståndare Resultat            | Motståndare Resultat        | Motståndare Resultat        | Motståndare Resultat | Motståndare Resultat | Motståndare Resultat |
| -------------- | ------------- | ------------------------------- | --------------------------- | --------------------------- | -------------------- | -------------------- | -------------------- |
| Maselino Masoe | Weltervikt    | Pedro Fria Reynoso (DOM) W RSCH | Fidele Mohinga (CAF) W RSCH | Kenneth Gould (USA) L 0:5   | Gick inte vidare     | Gick inte vidare     | Gick inte vidare     |
| Mikaele Masoe  | Lätt tungvikt | Bye                             | Bye                         | Andrew Maynard (USA) L RSCO | Gick inte vidare     | Gick inte vidare     | Gick inte vidare     |

## Brottning
| Idrottare     | Gren              | Inledande omgång                                   | Ställning                 | Final             |
| Idrottare     | Gren              | Motståndare Poäng                                  | Ställning                 | Motståndare Poäng |
| ------------- | ----------------- | -------------------------------------------------- | ------------------------- | ----------------- |
| Alesana Sione | Tungvikt, fristil | Babacar Sar (MTN) L 0-4 Istvan Robotka (HUN) L 0–4 | 6:a i gruppen 12:a totalt | Gick inte vidare  |

## Friidrott
| Idrottare  | Gren              | Heat | Heat      | Semifinal | Semifinal | Final   | Final     |
| Idrottare  | Gren              | Tid  | Placering | Tid       | Placering | Tid     | Placering |
| ---------- | ----------------- | ---- | --------- | --------- | --------- | ------- | --------- |
| John Maeke | Herrarnas maraton |      |           |           |           | 2:25:35 | 51        |